# Zamek w Ciepłowodach
Zamek w Ciepłowodach – zabytkowy zamek w ruinie z XIII w., znajdujące się w Ciepłowodach w województwie dolnośląskim.

## Historia
Zamek wzniesiono na pozostałościach drewniano-ziemnej siedziby rycerskiej założonej na początku XIII wieku przez Alberta I z Brodą. Wiadomo, że w 1287 roku zamieszkiwał tu jego potomek, Albert III z Brodą. Około 1400 roku powstał częściowo murowany zamek, na który składał się półkolisty mur obwodowy z kamienia oraz drewniana zabudowa dziedzińca. Prawdopodobnie już wtedy wjazd znajdował się od południa, a całość otaczała nawodniona fosa. Pełny kształt tej fazy rozbudowy zamek uzyskał za Jana Seckilina, kanclerza księcia ziębickiego Mikołaja. W kolejnym etapie (pierwsza ćwierć XIV wieku) powstała wieża mieszkalna o czterech kondygnacjach i wysokości około 18 metrów. Zbudowano ją z kamienia, na planie prostokąta o wymiarach 8 na 10 metrów. W XV wieku zamek był siedzibą rycerza-rabusia Georga Reibnitza, a następnie książąt ziębickich. 
Od początku XVI wieku zamek należał do rodu Seidlitzów, którzy około 1540 roku dobudowali renesansowy budynek mieszkalny, a także (z pomocą Giovanniego Bernardo, budowniczego z Werony) zmodyfikowali fortyfikacje zewnętrzne budując kazamatowe basteje.
Przez kolejnego stulecia zamek był własnością kilku rodów szlacheckich, a w 1839 roku nabył go książę Wilhelm Orański. W roku 1841 zamek spłonął, z całego założenia pozostały w zasadzie jedynie obwałowania i mury. Odbudowano go likwidując fosę i obwałowania. W czasach nowożytnych powstał folwark w miejscu średniowiecznego przedzamcza. Około roku 1900 zamek był modernizowany. 
W 1945 roku budowla została uszkodzona, potem przez pewien czas była użytkowana jako magazyn.

## Architektura
Obecnie ruiny zamku w Ciepłowodach są własnością prywatną. Zabytek jest remontowany. Zachowała się czterokondygnacyjna wieża mieszkalna, a obok niej jest relikt XIX-wiecznej przebudowy – wsparty na romańskiej kolumnie podcień z cegły. Wokół obiektu rośnie wiele starych kasztanowców. Od strony południowej zachowały się resztki mostu z przyporami.

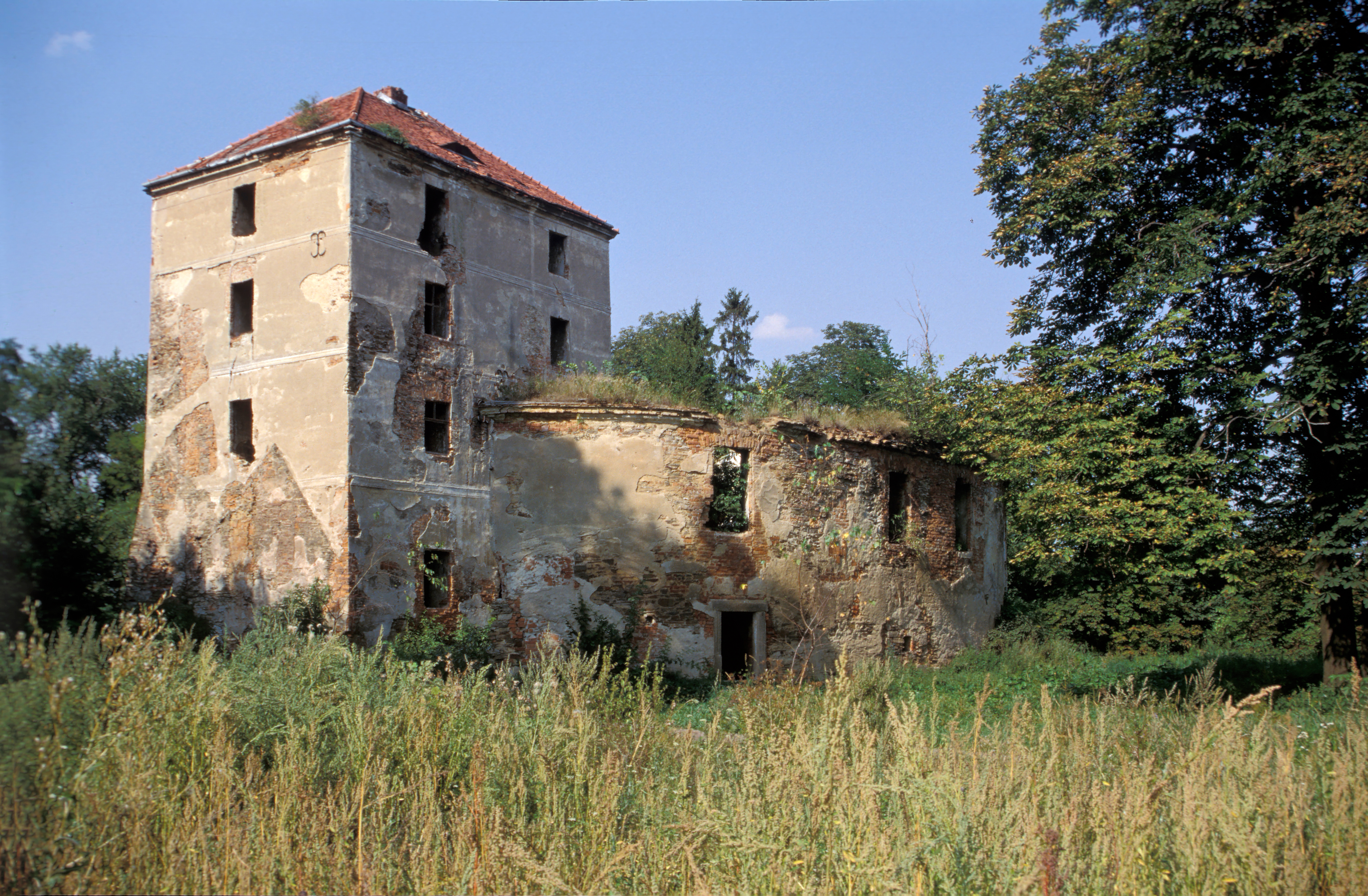
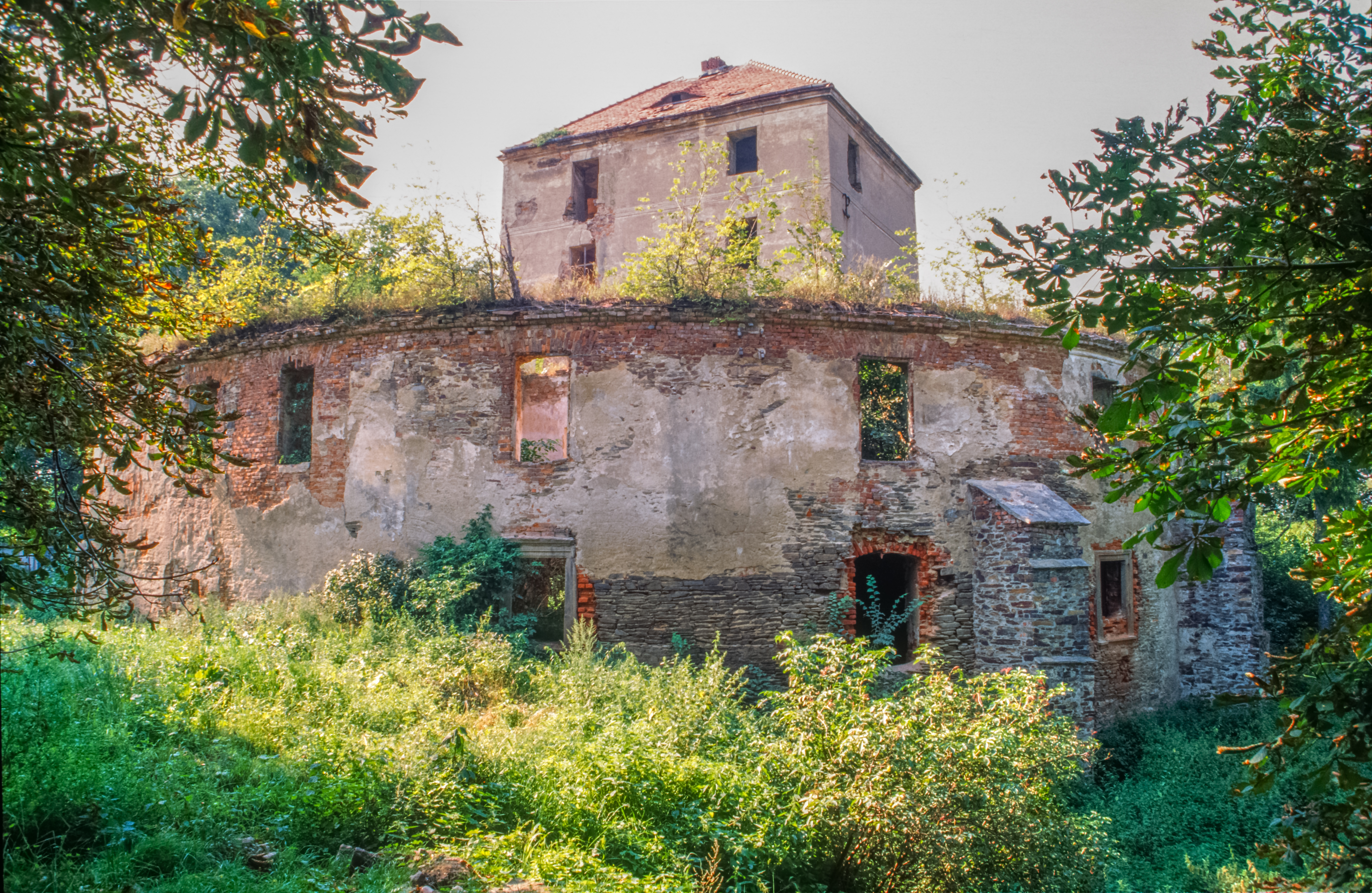